# Maurinho
Pour les articles homonymes, voir Raphaël.
Mauro Raphael, plus connu sous le nom de Maurinho, né le 6 juin 1933 à Araraquara dans l'État de São Paulo et mort le 28 juin 1995 à São Paulo, est un joueur international de football brésilien, qui évoluait au poste d'attaquant.

## Palmarès

### Club
- Championnat de São Paulo : 2

São Paulo : 1953, 1957
- Championnat de Rio de Janeiro : 1

Fluminense : 1959
- Tournoi Rio-São Paulo : 1

Fluminense : 1960
- Championnat d'Argentine : 1

Boca Juniors : 1959

### Sélection
- Coupe Bernardo O'Higgins : 1

1955
- Coupe Oswaldo Cruz : 1

1955
- Copa Roca : 1

1957